# Jack Hinshelwood
Jack Luca Hinshelwood (Worthing, 11 aprile 2005) è un calciatore inglese, centrocampista del Brighton.

## Caratteristiche tecniche
Cresciuto come centrocampista centrale ovvero il ruolo dove esprime al meglio le sue qualità tecniche, Roberto De Zerbi gli ha dato fiducia facendolo debuttare e utilizzandolo come jolly dato che ha ricoperto i ruoli di centrocampista,esterno e terzino destro adattato.
Ha buone qualità palla al piede,in fase di interdizione e cerca di partecipare spesso alla manovra offensiva con inserimenti.

## Carriera

### Club
Hinshelwood è cresciuto nel settore giovanile del Brighton, con cui il 14 aprile 2023 ha firmato il suo primo contratto professionistico. Ha debuttato in prima squadra il 28 maggio dello stesso anno nell'incontro di Premier League perso 2-1 contro l'Aston Villa.
Il 6 dicembre 2023 ha segnato il suo primo gol in carriera tra i professionisti, nella partita vinta 2-1 contro il Brentford.

### Nazionale
Ha giocato nelle nazionali giovanili inglesi Under-18, Under-19 ed Under-21.
Nel 2025 partecipa agli Europei Under-21.

## Statistiche

### Presenze e reti nei club
Statistiche aggiornate al 9 dicembre 2023.
| Stagione        | Squadra         | Campionato      | Campionato | Campionato | Coppe nazionali | Coppe nazionali | Coppe nazionali | Coppe continentali | Coppe continentali | Coppe continentali | Altre coppe | Altre coppe | Altre coppe | Totale | Totale | Totale |
| Stagione        | Squadra         | Comp            | Pres       | Reti       | Comp            | Pres            | Reti            | Comp               | Pres               | Reti               | Comp        | Pres        | Reti        | Pres   | Reti   |        |
| --------------- | --------------- | --------------- | ---------- | ---------- | --------------- | --------------- | --------------- | ------------------ | ------------------ | ------------------ | ----------- | ----------- | ----------- | ------ | ------ | ------ |
| 2022-2023       | Brighton        | PL              | 1          | 0          | FACup+CdL       | 0               | 0               |                    | -                  | -                  |             | -           | -           | 1      | 0      |        |
| 2023-2024       | Brighton        | PL              | 7          | 3          | FACup+CdL       | 0+1             | 0               | UEL                | 1                  | 0                  |             | -           | -           | 9      | 3      |        |
| Totale carriera | Totale carriera | Totale carriera | 8          | 3          |                 | 1               | 0               |                    | 1                  | 0                  |             | -           | -           | 10     | 3      |        |

## Palmarès

### Nazionale
- Campionato d'Europa Under-21: 1

Slovacchia 2025